# Lepidodermella amazonica
Lepidodermella amazonica is een buikharige uit de familie Chaetonotidae. Het dier komt uit het geslacht Lepidodermella. Lepidodermella amazonica werd in 1991 voor het eerst wetenschappelijk beschreven door Kisielewski. 